# Liopholis inornata
Liopholis inornata là một loài thằn lằn trong họ Scincidae. Loài này được Rosén mô tả khoa học đầu tiên năm 1905.